# Monster-Pups
Monster-Pups ist ein Kinder- und Brettspiel des Spieleautors Klaus Kreowski. Das Spiel für zwei bis vier Spieler ab fünf Jahren dauert etwa 20 Minuten pro Runde. Es ist im Jahr 2017 bei Ravensburger erschienen.

## Thema und Ausstattung
Bei dem Spiel geht es um Monster, die sich um Toiletten streiten und dort ihr Geschäft erledigen möchten. Es kombiniert eine Drehmechanik des Spielbretts mit einem Farbwürfel und einem Zufallssystem, bei dem Toilettenpapierrollen gefunden werden müssen.
Neben der Spielanleitung besteht das Spielmaterial aus:
- einem Spielplan auf einer Drehscheibe, auf dem das Monsterklo mit vier Toiletten und farbigen Fußmatten abgebildet ist,
- vier Spielfiguren (Monster) in vier Farben,
- vier Ablagetafeln in den Spielfarben,
- 24 doppelseitigen Monsterchips, je sechs in den Spielerfarben und zur Hälfte mit Toilettenpapierrollen bedruckt,
- einem Farbwürfel,
- einem Symbolwürfel,
- 30 Monster-Pupsen und
- einem Pömpel.

## Spielweise
Vor Spielbeginn wird das Spielfeld aufgebaut, indem der Spielplan und die Drehscheibe in die Spielschachtel gelegt und ausgerichtet werden. Jeder Spieler wählt dann eine Farbe und bekommt die entsprechende Spielfigur, die Ablagetafel und die sechs farbigen Monsterchips. Der jeweils linke Nachbar mischt die Chips und legt sie verdeckt auf die Ablageplättchen. Die Würfel, die Pupse und der Pömpel werden in der Tischmitte platziert
Der Startspieler würfelt mit den beiden Würfeln. Er nimmt einen Monster-Pups und platziert ihn unter seiner Spielfigur. Danach stellt er diese auf ein verschlossenes Klo mit einer Fußmatte, die die gewürfelte Farbe zeigt. Die Monster dürfen immer nur auf geschlossene Toiletten gestellt werden, nach dem Startspieler dürfen zudem alle Spieler ein bereits auf einem Klo platziertes Monster zur Seite schubsen und sich auf die entsprechende Toilette setzen. Zeigt der Symbolwürfel einen Pfeil, darf der Spieler die Drehscheibe mit dem Pömpel drehen und damit evtl. ein Loch unter einer Toilette öffnen. Fällt durch eines der Löcher ein Pups in die Spieleschachtel, hat das Monster seine Aufgabe erfüllt und nimmt mit Hilfe des Pömpels einen der Chips auf seiner Ablagetafel auf in der Hoffnung, eine Toilettenpapierrolle zu bekommen. Nachdem alle Aktionen durchgeführt sind, wird der Würfel an den nächsten Spieler weitergegeben.
Das Spiel endet, sobald ein Spieler seine dritte Toilettenpapierrolle gefunden hat. Dieser Spieler hat das Spiel gewonnen.

## Veröffentlichung und Resonanz
Das Spiel Monster-Pups wurde von Klaus Kreowski entwickelt und 2017 bei Ravensburger veröffentlicht. Das Spiel wurde auf einigen Plattformen weitgehend positiv besprochen, Harald Schrapers bestätigte dem Spiel in der spielbox im März 2017:

„Monster-Pups ist für kleinere Kinder und deshalb sehr einfach im Ablauf. […] wer seinen Pups nicht schnell genug loswird, muss damit rechnen, das ihm der Platz auf dem Klo streitiggemacht wird. Den Kindern macht es jedenfalls Spaß.“

## Belege
1. 1 2 3 4 5  Spieleanleitung Monster-Pups
2. ↑  Versionen von Monster-Pups bei BoardGameGeek; abgerufen am 28. August 2017.
3. ↑  Harald Schrapers: Monster-Pups. In: spielbox 2/2017, S. 55.